# 劉添
劉添（1934年1月1日—），綽號「長人添」，香港足球運動員，司職後衛，退役後曾擔任電話、愉園等球隊教練。

## 球員生涯
早年効力僑星體育會，後來獲邀加盟老牌球會南華乙組隊，其後効力於港甲九巴、愉園、電話。他也曾為與中華民國上陣，並代表中華民國參加1958年亞洲運動會、1960年夏季奧林匹克運動會等賽事。